# آرپی‌کی

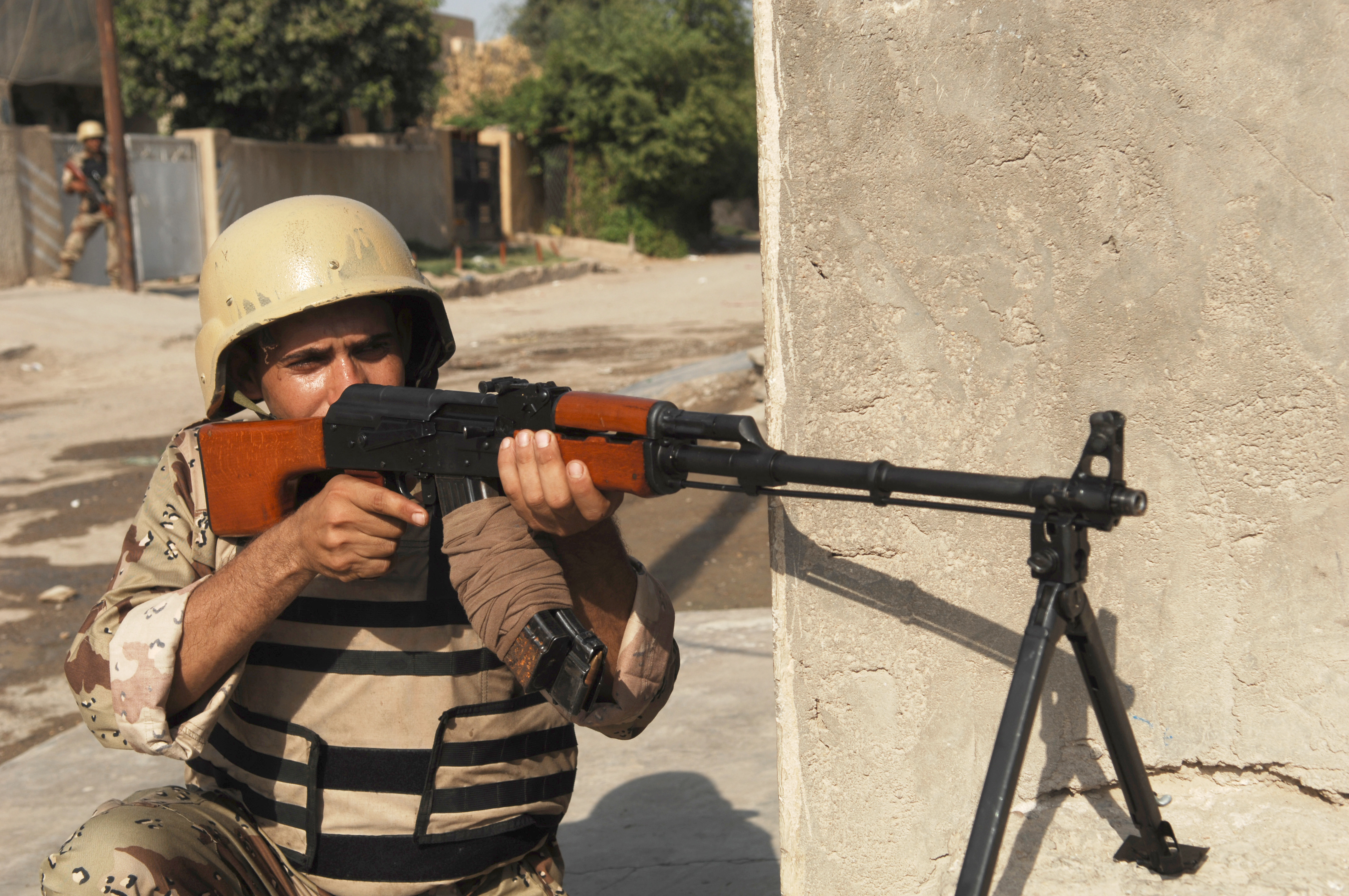
یک سرباز عراقی درحال استفاده از آر پی کی

آرپی‌کی (به روسی: Ruchnoy Pulemyot Kallashnikova) که به «مسلسل دستی کلاشنیکف» شهرت دارد، یک اسلحه سبک کالیبر ۷٫۶ میلی‌متری با طراحی شوروی است که توسط میخاییل کلاشنیکوف در اوایل دهه ۱۹۶۰ به موازات اسلحه تهاجمی AKM ساخته شده‌است. این برنامه به عنوان بخشی از برنامه طراحی شده برای استانداردسازی موجودی کم سلاح‌های ارتش سرخ ایجاد شد، جایی که آن را جایگزین مسلسل سبک آر پی دی کرد. آرپی‌کی همچنان توسط نیروهای مسلح کشورهای اتحاد جماهیر شوروی سابق و برخی از کشورهای آفریقایی و آسیایی مورد استفاده قرار می‌گیرد. این سلاح همچنین در بلغارستان، رومانی و صربستان تولید می‌شود.